# 139028 Haynald
A 139028 Haynald (2001 DL89) kisbolygó a kisbolygóövben kering. 2001. február 28-án fedezte föl Sárneczky Krisztián és Derekas Aliz a Szeged Asteroid Program keretében. A kisbolygó a nevét Haynald Lajos bíboros, kalocsai érsekről kapta, aki megalapította a Kalocsai Obszervatóriumot. Ebben a csillagvizsgálóban érte el világhírű napmegfigyelés eredményeit Fényi Gyula magyar jezsuita csillagász a 20. század első felében.

## Külső hivatkozások
- Haynald A 139028 Haynald kisbolygó a JPL Small-Body adatbázisában
- Új magyar nevek a kisbolygók körében: a 139028 Haynald kisbolygó is szerepel közöttük